# Cecilia Martinez
Pour les articles homonymes, voir Martínez.
Ne pas confondre avec Conchita Martínez, Conchita Martínez Granados, María José Martínez Sánchez, également joueuses de tennis.
Cecilia Martinez (née le 24 mai 1947) est une joueuse de tennis américaine, professionnelle dans les années 1970.

## Palmarès (partiel)

### Finale en simple dames
| No | Date       | Nom et lieu du tournoi                        | Catégorie | Surface      | Vainqueure  | Score    |          |
| -- | ---------- | --------------------------------------------- | --------- | ------------ | ----------- | -------- | -------- |
| 1  | 05-06-1972 | Refuge Assurance Northern Champ's, Manchester |           | Gazon (ext.) | Patti Hogan | 6-2, 6-3 | Parcours |

### Titre en double dames
| No | Date       | Nom et lieu du tournoi                        | Catégorie | Surface    | Partenaire   | Finalistes                  | Score         |          |
| -- | ---------- | --------------------------------------------- | --------- | ---------- | ------------ | --------------------------- | ------------- | -------- |
| 1  | 17-05-1965 | California State Championships Portola Valley |           | Dur (ext.) | Rosie Casals | Kathleen Harter Sue Shrader | 6-4, 1-6, 6-4 | Parcours |

### Finales en double dames
| No | Date       | Nom et lieu du tournoi                       | Catégorie | Dotation | Surface      | Vainqueures                     | Partenaire      | Score         |          |
| -- | ---------- | -------------------------------------------- | --------- | -------- | ------------ | ------------------------------- | --------------- | ------------- | -------- |
| 1  | 27-09-1965 | Pacific Coast Championships Berkeley         |           | NC       | Dur (ext.)   | Carole Caldwell Judy Tegart     | Rosie Casals    | 6-1, 6-2      | Parcours |
| 2  | 17-03-1969 | Thunderbird Invitation Phoenix               |           | NC       | Dur (ext.)   | Patti Hogan Peggy Michel        | Esme Emanuel    | 3-6, 6-3, 6-1 | Parcours |
| 3  | 05-06-1972 | Refuge Assurance Northern Champ's Manchester |           | NC       | Gazon (ext.) | Brenda Kirk Ilana Kloss         | Esme Emanuel    | 6-1, 6-3      | Parcours |
| 4  | 08-04-1974 | First Federal of Sarasota Sarasota           |           | 50 000 $ | Terre (ext.) | Chris Evert Evonne Goolagong    | Tory Ann Fretz  | 6-2, 6-2      | Parcours |
| 5  | 25-11-1974 | Queensland State Open Brisbane               |           | NC       | Gazon (ext.) | Evonne Goolagong Peggy Michel   | Vicki Lancaster | 6-1, 6-2      | Parcours |
| 6  | 06-01-1975 | New Zealand Open Auckland                    |           | NC       | Gazon (ext.) | Evonne Goolagong Wendy Turnbull | Laura duPont    | 6-3, 4-6, 6-4 | Parcours |

## Parcours en Grand Chelem (partiel)

### En simple dames
| Année | Championnat d'Australie Open d'Australie | Championnat d'Australie Open d'Australie | Internationaux de France | Internationaux de France | Wimbledon       | Wimbledon        | US National US Open | US National US Open |
| ----- | ---------------------------------------- | ---------------------------------------- | ------------------------ | ------------------------ | --------------- | ---------------- | ------------------- | ------------------- |
| 1965  | -                                        | -                                        | -                        | -                        | -               | -                | 2e tour (1/16)      | Margaret Smith      |
| 1966  | -                                        | -                                        | -                        | -                        | -               | -                | 2e tour (1/16)      | Maryna Godwin       |
| 1967  | -                                        | -                                        | -                        | -                        | 3e tour (1/16)  | Mary-Ann Eisel   | 2e tour (1/32)      | Françoise Dürr      |
| 1968  | -                                        | -                                        | -                        | -                        | 3e tour (1/16)  | Helen Gourlay    | 2e tour (1/16)      | Maria Bueno         |
| 1969  | -                                        | -                                        | -                        | -                        | 1er tour (1/64) | Pat Walkden      | 2e tour (1/16)      | Christine Janes     |
| 1970  | -                                        | -                                        | 1er tour (1/32)          | Judy Tegart              | 1/4 de finale   | Françoise Dürr   | 2e tour (1/16)      | Rosie Casals        |
| 1971  | -                                        | -                                        | 1er tour (1/32)          | Helen Gourlay            | 3e tour (1/16)  | Margaret Smith   | 1er tour (1/32)     | Nancy Richey        |
| 1972  | -                                        | -                                        | -                        | -                        | 3e tour (1/16)  | Billie Jean King | 2e tour (1/16)      | Kerry Melville      |
| 1973  | -                                        | -                                        | -                        | -                        | -               | -                | 2e tour (1/16)      | Margaret Smith      |
| 1974  | -                                        | -                                        | -                        | -                        | -               | -                | 2e tour (1/16)      | Carrie Meyer        |
| 1975  | 3e tour (1/8)                            | Olga Morozova                            | -                        | -                        | -               | -                | -                   | -                   |
| 1976  | -                                        | -                                        | 1er tour (1/32)          | Carmen Perea             | 2e tour (1/32)  | Sue Barker       | -                   | -                   |

À droite du résultat, l’ultime adversaire.

### En double dames
| Année | Championnat d'Australie Open d'Australie | Championnat d'Australie Open d'Australie | Internationaux de France      | Internationaux de France   | Wimbledon                     | Wimbledon                 | US National US Open          | US National US Open       |
| ----- | ---------------------------------------- | ---------------------------------------- | ----------------------------- | -------------------------- | ----------------------------- | ------------------------- | ---------------------------- | ------------------------- |
| 1965  | -                                        | -                                        | -                             | -                          | -                             | -                         | 2e tour (1/8) Robyn Berrey   | Tory Ann Julie Heldman    |
| 1966  | -                                        | -                                        | -                             | -                          | -                             | -                         | 1er tour (1/32) E. Subirats  | Vicky Berner Faye Urban   |
| 1967  | -                                        | -                                        | -                             | -                          | 1er tour (1/32) Lynn Abbes    | Vicky Berner Faye Urban   | 3e tour (1/8) Kristy Pigeon  | Lynn Abbes V. Ziegenfuss  |
| 1968  | -                                        | -                                        | -                             | -                          | 3e tour (1/8) Kristy Pigeon   | Rosie Casals B. J. King   | 1/4 de finale Kristy Pigeon  | Rosie Casals B. J. King   |
| 1969  | -                                        | -                                        | -                             | -                          | 3e tour (1/8) Esme Emanuel    | Kerry Harris Fay Toyne    | 2e tour (1/8) Esme Emanuel   | F. Dürr Darlene Hard      |
| 1970  | -                                        | -                                        | 3e tour (1/8) Esme Emanuel    | H. Schultze H. Masthoff    | 1er tour (1/32) Esme Emanuel  | K. Harter Kristy Pigeon   | 1er tour (1/16) Esme Emanuel | M. Smith Judy Tegart      |
| 1971  | -                                        | -                                        | 3e tour (1/8) Esme Emanuel    | Winnie Shaw Betty Stöve    | 3e tour (1/8) Esme Emanuel    | H. Masthoff Schildknecht  | 2e tour (1/8) C. Sandberg    | M. Eisel V. Ziegenfuss    |
| 1972  | -                                        | -                                        | -                             | -                          | 1/4 de finale Esme Emanuel    | Winnie Shaw Joyce Barclay | 2e tour (1/8) Esme Emanuel   | Patti Hogan Olga Morozova |
| 1973  | -                                        | -                                        | -                             | -                          | 3e tour (1/8) W. Gilchrist    | C. Sieler Laura duPont    | -                            | -                         |
| 1974  | -                                        | -                                        | -                             | -                          | 1er tour (1/32) Tory Ann      | Chris Evert Olga Morozova | 2e tour (1/8) Tory Ann       | Lesley Hunt Virginia Wade |
| 1975  | 1er tour (1/16) Sally Greer              | Chris O'Neil Cheree Walker               | -                             | -                          | -                             | -                         | -                            | -                         |
| 1976  | -                                        | -                                        | 1er tour (1/16) Jane Stratton | S. Villaverde Weisenberger | 1er tour (1/32) Jane Stratton | Joyce Barclay Winnie Shaw | 1er tour (1/32) Mary Hamm    | T. Holladay Paula Smith   |

Sous le résultat, la partenaire ; à droite, l’ultime équipe adverse.

### En double mixte
| Année | Championnat d'Australie Open d'Australie | Championnat d'Australie Open d'Australie | Internationaux de France | Internationaux de France | Wimbledon                    | Wimbledon                   | US National US Open           | US National US Open      |
| ----- | ---------------------------------------- | ---------------------------------------- | ------------------------ | ------------------------ | ---------------------------- | --------------------------- | ----------------------------- | ------------------------ |
| 1965  | -                                        | -                                        | -                        | -                        | -                            | -                           | 1er tour (1/16) Marcello Lara | Jane Albert G. Mulloy    |
| 1967  | -                                        | -                                        | -                        | -                        | -                            | -                           | 2e tour (1/8) C. Steele       | K. Krantzcke Ray Ruffels |
| 1968  | -                                        | -                                        | -                        | -                        | 1er tour (1/64) R. Anderson  | M. Eisel Peter Curtis       | -                             | -                        |
| 1969  | -                                        | -                                        | -                        | -                        | 3e tour (1/16) Stan Smith    | Pat Walkden Frew McMillan   | -                             | -                        |
| 1970  | n/a                                      | n/a                                      | -                        | -                        | -                            | -                           | 3e tour (1/8) Gene Scott      | F. Dürr D. Ralston       |
| 1971  | n/a                                      | n/a                                      | -                        | -                        | -                            | -                           | 2e tour (1/16) Donald Dell    | J. Newberry Raúl Ramírez |
| 1972  | n/a                                      | n/a                                      | -                        | -                        | 2e tour (1/32) Paul Hutchins | Betty Stöve Hank Irvine     | 2e tour (1/16) Gene Scott     | Betty Stöve Robert Maud  |
| 1974  | n/a                                      | n/a                                      | -                        | -                        | 2e tour (1/32) A. Neely      | Kathy May V. Amritraj       | -                             | -                        |
| 1976  | n/a                                      | n/a                                      | -                        | -                        | 1er tour (1/32) Victor Amaya | Jackie Fayter Robert Wilson | -                             | -                        |

Sous le résultat, le partenaire ; à droite, l’ultime équipe adverse.